# Fórmula Winter Series
La Fórmula Winter Series es una competición invernal de automovilismo de velocidad disputada en España. La serie está organizada por la empresa organizadora de eventos de motor neerlandesa Gedlich Racing con la aprobación de la RFEDA. Posee reglamentaciones basadas en las competiciones de Fórmula 4.

## Monoplazas
Los monoplazas que se usan son todos de Fórmula 4 con chasis Tatuus Gen 2 y motor Abarth.

## Campeones
| Año  | Piloto campeón  | Equipo campeón | Novato campeón   | Ref.  |
| ---- | --------------- | -------------- | ---------------- | ----- |
| 2023 | Kacper Sztuka   | US Racing      | Gianmarco Pradel | [ 5 ] |
| 2024 | Griffin Peebles | MP Motorsport  | Maciej Gładysz   | [ 6 ] |
| 2025 | Gabriel Gomez   | US Racing      | Fionn McLaughlin | [ 7 ] |

## Circuitos
| N.º | Circuito                           | Temporadas |
| --- | ---------------------------------- | ---------- |
| 1   | Circuito de Jerez                  | 2023-      |
| 1   | Circuito Ricardo Tormo             | 2023-      |
| 1   | Circuito de Navarra                | 2023       |
| 1   | Circuito de Barcelona-Cataluña     | 2023-      |
| 5   | MotorLand Aragón                   | 2024-      |
| 6   | Autódromo Internacional do Algarve | 2025       |